# Golpe de Estado en Ruanda de 1973
El golpe de estado en Ruanda de 1973, también conocido como Golpe del 5 de julio fue un golpe militar encabezado por Juvénal Habyarimana, entonces Jefe de Estado Mayor del Ejército Ruandés contra el Presidente de la República de Ruanda Grégoire Kayibanda, que gobernaba de manera autoritaria desde la independencia del país en 1962, en virtud de una dictadura de partido único. Ocurrió el 5 de julio de 1973 y fue un golpe no sangriento.

## Desarrollo

### Antecedentes y causas
Aún bajo el dominio belga entre 1950 y 1960, el resentimiento hacia el gobierno colonia y la élite tutsi entre la mayoría hutu había aumentado, dando lugar a la fundación del partido Parmehutu por Grégoire Kayibanda en 1957, con intenciones de derrocar a la monarquía tutsi de Kigeli V y darle el control total a los hutus. Esto se logró mediante elecciones y un referéndum que abolió la monarquía en 1961, pero la ausencia de una oposición tutsi efectiva llevó a tensiones regionales entre los políticos hutus. Los políticos del centro y del sur tenían una posición privilegiada dentro del partido, y se oponían a los subrepresentados del norte.
En los meses previos al golpe, el presidente Kayibanda había intensificado la persecución gubernamental hacia los tutsis mediante comités hutus para vigilar que se cumplieran las "normas étnicas",  lo cual debilitó y aisló económica y diplomáticamente a Ruanda, sobre todo ante la vecina Uganda, que tenía una gran población de tutsis en el exilio. En consecuencia, el golpe fue apoyado por gran parte de la población urbana de Ruanda y tomado con indiferencia por la población rural.

### Consecuencias
Inmediatamente después del golpe, Habyarimana prohibió todos los partidos políticos (que ya estaban prohibidos de todas formas desde 1965), y en 1974 creó su propio partido único, el Movimiento Republicano Nacional para la Democracia y el Desarrollo. Mientras que el golpe en sí se produjo sin violencia ni pérdida de vidas, entre 1974 y 1977, como consecuencia del mismo, cincuenta y seis exlíderes políticos de Ruanda fueron asesinados. Kayibanda murió en prisión en 1976, considerándose inanición como la causa de su muerte.